# Johann Wegert
Johann Wegert (ur. 1905, zm. ?) – zbrodniarz hitlerowski, członek załogi niemieckiego
obozu koncentracyjnego Mauthausen-Gusen i SS-Rottenführer.
Od sierpnia 1944 do kwietnia 1945 pełnił służbę jako strażnik w Melk, podobozie Mauthausen. Wegert został osądzony w procesie załogi Mauthausen-Gusen (USA vs. Adolf Lehmann i inni) przed amerykańskim Trybunałem Wojskowym w Dachau i skazany na 3 lata pozbawienie wolności za bicie więźniów kolbą karabinu.